# He Zhen (anarquista)
He Zhen (en xinès: 何震, 1884 - 1920) va ser una escriptora i feminista xinesa. A Tòquio va adoptar el nom de He Zhen, però va publicar els seus escrits amb el pseudònim He-Yin Zhen (何殷震) per incloure el nom de soltera de la seva mare. Va publicar fortes crítiques en revistes anarquistes argumentat que la societat no podria ser lliure sense l'alliberament de les dones.

## Biografia
He Zhen va néixer en el si d'una pròspera família a Jiangsu i va tenir una educació bona amb els clàssics de Confuci, malgrat ser dona. Al 1903 He Zhen es va casar amb Liu Shipei i es van mudar a Shanghái, on va continuar la seva educació a l'Escola de les Dones Patriòtiques de Cai Yuanpei. Ella i Liu es van mudar a Tòquio al 1904. Va ser pilar del grup anarquista xinès a Tòquio i una col·laboradora important de la revista Tianyee (Justícia Natural), a la qual va publicar durant els anys 1907 i 1908. També va escriure per la revista de París, Xin Shiji (Segle Nou o Era Nova), editat pel grup anarquista liderat per Li Shizeng i Wu Zhihui. Ella i el seu marit van escriure sota diversos pseudònims i molts dels articles de Zhen van ser incorrectament atribuïts a Liu. He Zhen també va fundar l'Associació de Recuperació dels Drets de les Dones (Nüzi Fuquan Hui), el qual cridava a l'ús de la força per acabar amb l'opressió masculina, així com a la resistència a la classe governant i capitalista, al mateix temps que promovia valors tradicionals com la perseverança i el respecte a la comunitat.
L'any 1909, després d'un enfrontament amb l'acadèmic conservador i antimanxú Zhang Taiyan, ella i Liu van tornar a la Xina per treballar amb el govern de Manchú. Després de la Revolució de Xinhai, Liu va treballar amb el nou govern. Finalment va trevallar com acadèmica a la Universitat de Pequín.
La mort de He Zhen segueix sent un misteri. Després de la mort Liu de tuberculosi el 1919, es rumorejava que es va convertir en monja budista, sota el nom Xiao Qi. No obstant això, també hi ha versions que diuen que Zhen va patir malalties mentals.

## Escrits
En el seu escrit "El que les dones haurien de saber sobre el comunisme", defensa que l'opressió de les dones va de no tenir control sobre els mitjans de producció i la seva dependència d'uns altres (els homes) per menjar. També argumenta que mentre es depengui d'algú per viure, no es pot ser lliure i de les injustícies inherents a l'adquisició de béns mitjançant els diners. Per He Zhen, són els diners els que mantenen els riscs amb el control i el comunisme és la solució: en lloc de propietat privada, béns comuns.
El seu assaig "Sobre la qüestió de l'alliberament femení", revista Tianyi al 1907, comença declarant que "per milers d'anys, el món ha estat dominat per les regles de l'home. Aquestes normes estan marcada per distincions de classe en la qual els homes—i els homes només—exerceixen drets propietaris. Per rectificar les injustícies, primer hem d'abolir la regla d'homes i introduir igualtat entre éssers humans, això significa que el món ha de pertànyer igualment a homes i dones. L'objectiu de la igualtat no pot ser aconseguit si no és a través de l'alliberament femení".
Al text "Sobre la qüestió del treball de la dona", també publicat a la revista Tianyi al juliol de 1907, analitza l'explotació del treball de les dones en el temps començant pel "sistema font-camp (井田制度)" de la Xina antiga. També denuncia la tragèdia de la prostitució, l'infanticidi femení i el concubinatge dels seus temps. Finalment, a "Antimilitarisme Feminista" i "El Manifest Feminista" també es poden llegir poderoses acusacions contra el poder social de l'home.